# Kossuth-érdemrend
A Kossuth Érdemrend magas, viszonylag kevésszer adományozott magyar állami kitüntetés volt a kommunista hatalomátvétel utáni években.

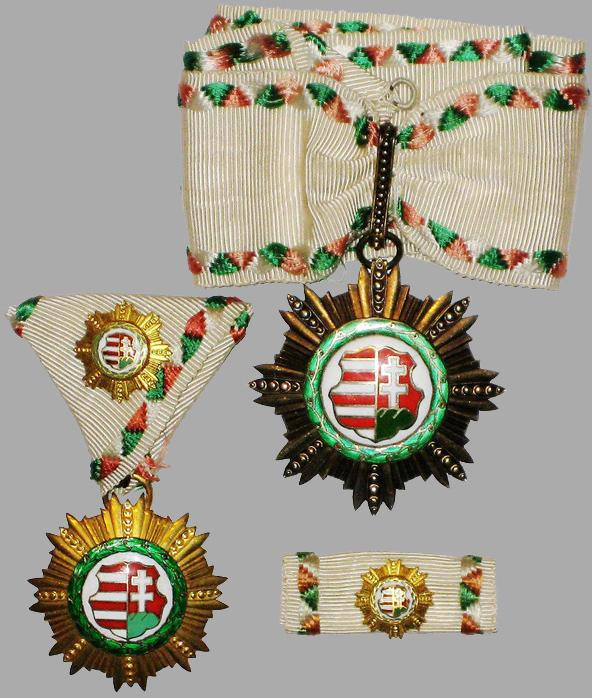
Kossuth Érdemrend II. osztály

Alapításáról az 1948. évi XVII. törvény rendelkezett. "1. § (1) Az 1848-as szabadságeszme szellemében, a népek összefogása és a világbéke szolgálatában, illetőleg a tudomány és a művészet terén szerzett kimagasló érdemek jutalmazásául Kossuth Érdemrend alapíttatik, amely magyar és külföldi állampolgárok részére adományozható" – írta a törvény.
A Kossuth Érdemrendet a miniszterelnök javaslata alapján a köztársasági elnök adományozta. Három fokozata (osztálya) volt. Az első fokozatot eredetileg vállszalagon, a másodikat nyakban viselték. Az első fokozatból 19-et, a másodikból 24-et, a harmadikból 48-at adtak ki.
Az új kitüntetéssor alapításáról szóló 1953. évi V. törvény a tovább viselhető kitüntetések között említette.

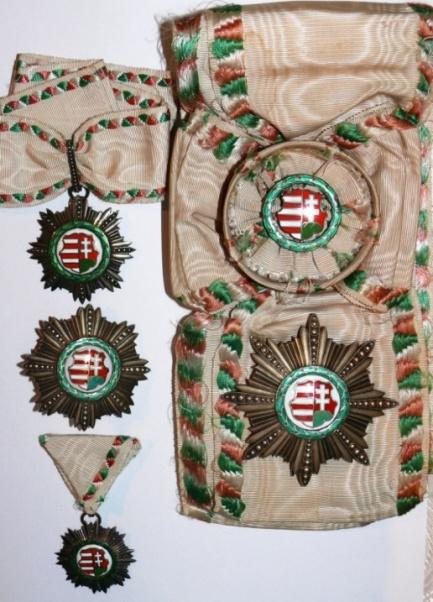
Kossuth Érdemrend mind három osztálya

## Kitüntetettek

### 1948

#### első osztály
- Dobi István miniszter, a Független Kisgazdapárt elnöke
- Erdei Ferenc miniszter, a Nemzeti Parasztpárt főtitkára
- Gerő Ernő közlekedésügyi miniszter
- Kodály Zoltán a Magyar Tudományos Akadémia és a Magyar Művészeti Tanács elnöke
- Mihályfi Ernő miniszter, a Történelmi Emlékbizottság tagja
- Molnár Erik külügyminiszter
- Rajk László belügyminiszter
- Rákosi Mátyás miniszterelnök-helyettes
- Rónai Sándor kereskedelemügyi és szövetkezetügyi miniszter
- Szabó Árpád földművelésügyi miniszter
- Szakasits Árpád miniszterelnök-helyettes
- Veres Péter honvédelmi miniszter

#### második osztály
- Bognár József Budapest főváros polgármestere
- Darvas József építés- és közmunkaügyi miniszter
- Gyöngyösi János miniszter, a Kisgazdapárt főtitkára
- Harustyák József a Szakszervezeti Tanács elnöke
- Heltai Jenő író a Magyar írók Szövetsége elnöke
- Kossa István a Szakszervezeti Tanács főtitkára
- Marosán György a Szociáldemokrata Párt főtitkárhelyettese
- Nyárádi Miklós pénzügyminiszter
- Olt Károly népjóléti miniszter
- Ortutay Gyula vallás- és közoktatásügyi miniszter
- Révai József országgyűlési képviselő
- Ries István igazságügy-miniszter
- Rusznyák István a Magyar-Szovjet Művelődési Társaság elnöke
- Schöpflin Aladár író
- Sebestyén Pál rendkívüli követ és meghatalmazott miniszter
- Szabó Pál író
- Vas Zoltán miniszterelnökségi államtitkár, a Gazdasági Főtanács főtitkára

#### harmadik osztály
- Abód László a Magyar Kollégiumi Egyesület főtitkára
- Barcs Sándor országgyűlési képviselő, a Magyar Távirati Iroda alelnöke
- Bebrits Lajos Közlekedésügyi minisztériumi államtitkár
- Boldizsár Iván külügyi államtitkár
- Csuvár Imre földmunkás
- Czéh József országgyűlési képviselő
- Dénes István a Szakszervezeti Ifjúsági Tanács főtitkára
- Dögei Imre országgyűlési képviselő
- Erdei Mihály országgyűlési képviselő
- Gergely István szerkesztő
- Gém Ferenc országgyűlési képviselő, a Nemzeti Parasztpárt főtitkárhelyettese
- Gosztonyi János a Népi Ifjúsági Szövetség főtitkára
- Guba Mihály országgyűlési képviselő
- Gyenes Antal
- Implom Ferenc az országgyűlés alelnöke
- Jóború Magda országgyűlési képviselő
- Kassák Lajos író
- Kállai Gyula országgyűlési képviselő
- Kiss József a Magyar Művelődési Szövetség főtitkára
- Kuthy László vezérezredes, honvédelmi államtitkár
- Molnár Imre az országgyűlés alelnöke
- Münnich Ferenc rendőr altábornagy
- Nánási László a Nemzeti Parasztpárt főtitkárhelyettese
- Nonn György országgyűlési képviselő, a Magyar Ifjúság Országos Tanácsának főtitkára
- Pálffy György altábornagy
- Péter Gábor rendőr altábornagy
- Péteri István a Szociáldemokrata Ifjúsági Mozgalom főtitkára
- Piros László a Szakszervezeti Tanács főtitkárhelyettese
- Ratkó Anna országgyűlési képviselő
- Rátz Gyula országgyűlési képviselő, a Földmunkások és Kisbirtokosok Országos Szövetségének főtitkára
- Sólyom László altábornagy
- Szalvai Mihály vezérőrnagy
- Szebenyi Endre belügyminisztériumi államtitkár
- Török Júlia országgyűlési képviselő
- Vajda Imre iparügyi államtitkár, az Országos Tervhivatal elnöke
- Varga Lajos kereskedelem- és szövetkezetügyi államtitkár[3][4]

A Margit híd helyreállításában végzett munkájukért:
- Kolozsvári Lajos szegecselő
- Kozma Antal főszerelő
- Sávos Károly építésvezető

### 1949

#### első osztály
- Károlyi Mihály francia nagykövet, volt köztársasági elnök[6]

#### második osztály
- Friss István a Magyar Dolgozók Pártjának osztályvezetője
- Karczag Imre iparügyi minisztériumi államtitkár
- Szőnyi Tibor országgyűlési képviselő

#### harmadik osztály
- Földes László országgyűlési képviselő
- Sebestyén János iparügyi minisztériumi miniszteri tanácsos
- Szalai András MDP osztályvezető helyettese
- Szita János iparügyi minisztériumi osztálytanácsos[7]

## Külső hivatkozások
- A Magyar Köztársaság kitüntetései (1946-1948)